# 68-ма мотострілецька дивізія (РФ)
68-ма гвардійська мотострілецька Севастопольська Червонопрапорна дивізія імені Латиських стрільців (68 МСД, в/ч 29760) — формування Збройних сил Російської Федерації чисельністю у дивізію. Пункт постійної дислокації — м. Луга Ленінградської області. Входить до складу 6-ї армії Ленінградського військового округу.
У 2022 році підрозділи бригади брали участь у широкомасштабному вторгненні Росії в Україну.

## Історія
Після розпаду СРСР 13-й гвардійський навчальний мотострілецький полк Радянської армії перейшов під юрисдикцію Російської Федерації.
11 березня 1992 року полк переформовано на 25-ту окрему гвардійську мотострілецьку Севастопольську Червонопрапорну бригаду імені Латиських стрільців.
11 жовтня 1993 року бригада передислокована з Латвії у Псковську область Російської Федерації й включена до складу військ Ленінградського військового округу. Військова частина № 34469 анульована. 11 листопада 1993 року бригада переформована на 42-гу базу зберігання військової техніки (БЗВТ) в селищі Струги Красні Псковської області.

### Вторгнення 2022
У 2022 році підрозділи бригади брали участь у широкомасштабному вторгненні Росії в Україну.
8 березня 2022 року Генштаб ЗСУ повідомляв, що у зв’язку з непоправними втратами в районі Харкова, підрозділи 25 ОМСБр залишили зону бойових дій та повернуті до району н.п. Нехотєєвка Бєлгородської області для відновлення боєздатності.
В січні 2025 року була розгорнута у 68-му мотострілецьку дивізію

## Склад
- управління[7];
- 1-й мотострілецький батальйон;
- 2-й мотострілецький батальйон;
- 3-й мотострілецький батальйон;
- Танковий батальйон;
- 1-й гаубичний самохідно-артилерійський дивізіон;
- 2-й гаубичний самохідно-артилерійський дивізіон;
- Реактивний артилерійський дивізіон;
- Протитанковий артилерійський дивізіон;
- Зенітний ракетний дивізіон;
- Зенітний ракетно-артилерійський дивізіон;
- Розвідувальний батальйон;
- Інженерно-саперний батальйон;
- Батальйон управління (зв'язку);
- Ремонтно-відновлювальний батальйон;
- Батальйон матеріального забезпечення;
- Стрілецька рота (снайперів);
- Рота РХБЗ;
- Рота БПЛА;
- Рота РЕБ;
- Комендантська рота;
- Медична рота;
- Батарея управління та артилерійської розвідки (начальника артилерії);
- Взвод управління і радіолокаційної розвідки (начальника ППО);
- Взвод управління (начальника розвідувального відділення);
- Взвод інструкторів;
- Взвод тренажерів;
- Полігон;
- Оркестр.

## Втрати
Із відкритих джерел відомо про деякі втрати 25 ОМСБр в ході російсько-української війни:
| п/п | Прізвище, ім'я, по батькові                                              | Звання            | Дата народження | Дата смерті   | Посада                       |
| --- | ------------------------------------------------------------------------ | ----------------- | --------------- | ------------- | ---------------------------- |
| 1.  | Лєванков Іван Андрійович (рос. Леванков Иван Андреевич)                  | лейтенант         | 21.01.1997      | 24.02.2022    | командир взводу              |
| 2.  | Позанен Павло Вадимович (рос. Позанен Павел Вадимович)                   | рядовий           | 09.07.2001      | 24.02.2022    |                              |
| 3.  | Барханоєв Іслам Амерханович (рос. Барханоев Ислам Амерханович)           | старший сержант   | 28.02.1994      | 24.02.2022    | заступник командиру взводу   |
| 4.  | Єрмаков Дмитро В'ячеславович (рос. Ермаков Дмитрий Вячеславович)         | лейтенант         |                 | 08.03.2022    |                              |
| 5.  | Шорніков Станіслав Олександрович (рос. Шорников Станислав Александрович) | молодший сержант  | 28.02.2001      | 08.03.2022    | командир відділення          |
| 6.  | Прокоф'єв Сергій Володимирович (рос. Прокофьев Сергей Владимирович)      | лейтенант         | 10.05.1997      | 08.03.2022    | командир вогнеметного взводу |
| 7.  | Івкін Ігор (рос. Ивкин Игорь)                                            | рядовий           | 2002            | 13.03.2022    |                              |
| 8.  | Мірошніков Юрій Владиславович (рос. Мирошников Юрий Владиславович)       | старший сержант   |                 | до 29.05.2022 |                              |
| 9.  | Горлатих Дмитро Олексійович (рос. Горлатых Дмитрий Алексеевич)           | старший лейтенант | 25.03.1998      | 09.05.2022    | командир взводу              |
| 10. | Галім'янов Рудольф Ренатович (рос. Галимьятов Рудольф Ренатович)         |                   |                 | 13.05.2022    |                              |
| 11. | Гончаров Микола Сергійович (рос. Гончаров Николай Сергеевич)             | старший лейтенант | 17.07.1993      | 14.05.2022    | командир взводу              |
| 12. | Апанчук Іван Михайлович (рос. Апанчук Иван Михайлович)                   | молодший сержант  | 13.11.1988      | 15.05.2022    | командир відділення          |
| 13. | Макаренко Данило Дмитрович (рос. Макаренко Даниил Дмитриевич)            | рядовий           | 10.08.2003      | 06.2022       |                              |
| 14. | Трухан Микола Миколайович (рос. Трухан Николай Николаевич)               |                   | 24.10.1987      | 01.11.2022    |                              |